# Tvilipparna
Tvilipparna är två småsjöar i Örekilsälvens avrinningsområde i Ödeborgs socken och Färgelanda kommun i Dalsland:
- Tvilipparna (Ödeborgs socken, Dalsland), sjö i Färgelanda kommun, 58°32′24″N 12°01′43″Ö / 58.5399°N 12.0286°Ö
- Tvilipparna, Dalsland, sjö i Färgelanda kommun, 58°32′28″N 12°01′51″Ö / 58.5412°N 12.0307°Ö